# (74411) 1999 AE5
(74411) 1999 AE5 – planetoida z pasa głównego asteroid okrążająca Słońce w ciągu 5,49 lat w średniej odległości 3,11 j.a. Odkryta 15 stycznia 1999 roku.